# الشرسة (فلم)
الشرسة  فيلم دراما وجريمة مصري للمخرج أحمد صقر  عام 1993 عن قصة وسيناريو وحوار المؤلف إبراهيم الجرواني. الفيلم من بطولة عزت العلايلي، صفية العمري، أحمد عبدالعزيز، حسن حسني، حنان شوقي، ومحمود مسعود  وتدور الأحداث حول الممرضة الجميلة المتطلعة للوصول إلى الثراء وطلاقها من الزوج الذي لا يحقق آمالها لتدخل وسط عائلة ثرية تبحث عمن يحقق لها ما تريد.
صدر الفيلم إلى دور العرض المصرية في 3 مايو 1993.
منح موقع قاعدة بيانات الأفلام العربية «السينما.كوم» الفيلم درجة 4.5/ 10.

## طاقم التمثيل
عزت العلايلي: في دور علام
صفية العمري: في دور سامية أبو العز
أحمد عبد العزيز: في دور شريف عبد الغني
حسن حسني: في دور أبو العز (فراش شركة جولدن إيجل ووالد سامية)
حنان شوقي: في دور هدى (أبنة شقيق عبد الغني بيه)
محمود مسعود: في دور حازم (شقيق عبد الغني بيه)
ليلى صابونجي: في دور تفيدة (والدة سامية)
سعيد الصالح: في دور عزوز
أحمد سامي عبد الله: في دور عبد الغني بيه (شقيق علام وحازم)
بالاشتراك مع: أحلام حلمي – أمل رزق – ناصر شاهين – نورا شحاتة – سامي أنور – أحمد كمالي – طارق مندور – لويس يوسف – صلاح صادق – أحمد نعمان – مطاوع عويس – سيد مصطفى – عادل أبو الغيط – عصام جلال – أحمد المهدي – كوثر عبد اللطيف – محمد عبد الله 

## أحداث الفيلم
تقيم الممرضة سامية أبو العز (صفية العمري) في بيت صغير على سطح المبنى مع زوجها العاطل، وهي دائمة الشجار معه، حتى حصلت على الطلاق، وعادت لتعيش مع والدتها تفيدة (ليلى صابونجي) ووالدها أبو العز (حسن حسني) الفراش بشركة جولدن إيجل للمقاولات. طلب منها والدها أن تتولى رعاية صاحب الشركة المريض عبد الغني بيه (أحمد سامي عبد الله) وحقنه بالأدوية. يقيم عبد الغني بيه في فيلا مع أشقاؤه: علام (عزت العلايلي)، وحازم (محمود مسعود)، وابنة أخيه المتوفي هدى (حنان شوقى)، وابنه شريف (أحمد عبد العزيز)، كانت سامية على قدر من الجمال، ولها تطلعات للثراء، وهكذا بدأت محاولات التقرب من الأشقاء ولم تفلح فلجأت للإبن، شريف، الذي كان يتحرش بها طلباً للمتعة ولكنها كانت تطلب الزواج. أبلغ عبد الغني، وهو على فراش المرض، أنه يدير الشركة فقط، ومالكها الفعلي ومعها الفيلا أخيه علام وإبنة أخيه هدى التي تمتلك أيضا 50 فدان، ونصحه بالزواج من ابنة عمه التي تحبه. مات عبد الغني وطمع شريف بثروة هدى فتزوجها، وسافر معها للأسكندرية لقضاء شهر العسل، وتودد إليها حتى حررت له توكيلا لإدارة ثروتها. سافر حازم للصحراء لبناء مستقبله باستصلاح الصحراء، وأثناء تأخر علام بالشركة ليلا، حاول الصراف عزوز (سعيد الصالح) مع بعض معارفه الاعتداء على علام لسرقته ولكنه قاومهم حتى أصيب ونقل للمستشفى، وألقت الشرطة القبض على الجناة. وجدت سامية الفرصة سانحة للإيقاع بعلام الذي كان خارجا من تجربة فاشلة مع زوجته الخائنة عنايات، وتمكنت سامية من اكتساب ثقة علام فتزوجها، وأغدق عليها من ثروته، فتغاضت عن كونه عاجز جنسيا، بسبب تجربته السابقة. عادت هدى من شهر العسل لتكتشف أن الممرضة قد أحتلت الفيلا، مما أثار استياءها وخلافها مع عمها، بينما رحب شريف بمواصلة علاقته مع سامية، التي طمعت في نصف الفيلا الآخر الذي تمتلكه هدى، مستغلة التوكيل الممنوح لشريف، وابلغته أن مهرها نصف الفيلا. استأجر شريف شقة للقاءاته مع عشيقته سامية، وسحب من أموال الشركة وأغدق عليها، وكانت هي بدورها تغدق على أبويها، ولكن هدى تنبهت للأمر وراقبت شريف حتى علمت مكان شقة لقاء العشيقة، كما ألغت التوكيل، مما أثار غضب شريف. استعانت هدى بعمها حازم لإبلاغ عمها علام بخيانة ساميه له مع شريف، ولم يصدق علام، فأحضرت له هدى مفتاح الشقة بعد ان سرقته من زوجها. تقابل شريف مع سامية بالشقة وأبلغها بإلغاء التوكيل، فرأت أن تهجره بعد أن أصبح غير ذي فائدة، ولكنه ضربها وألقى بجسده فوقها محاولا خنقها، وقبل أن تلفظ أنفاسها الاخيرة، دخل علام متسللا ووجد سكينا فغرزه في ظهر شريف، وخرج دون أن يراه أحد، وتم القبض على سامية بتهمة قتل عشيقها شريف.

## روابط خارجية
- الشرسة على موقع الدهليز
- الشرسة على موقع قاعدة بيانات الأفلام العربية
- الشرسة على موقع قاعدة بيانات الفيلم (الإنجليزية)
- الشرسة على موقع ليتربوكسد (الإنجليزية)
- الشرسة على موقع الدهليز
- الشرسة على موقع كاروهات